# WILLER
WILLER株式会社（ウィラー）は、大阪府大阪市に本社を置く旅行会社。バス事業者のWILLER EXPRESSや京都丹後鉄道を運営するWILLER TRAINSなど複数の企業を傘下に持つ。

## 概要
前身は1994年（平成6年）に大阪市北区で設立された第1種旅行業会社「株式会社西日本ツアーズ」（後のWILLER TRAVEL）。2005年に西日本ツアーズの株式移転により西日本ホールディングス株式会社として設立された。2006年1月に東京都に移転とともにWILLER ALLIANCE株式会社に変更後、2017年3月1日に現社名に変更すると同時に、本社機能を再度大阪に移転した。
グループ企業の持株会社の役割の他、かつて韓国の大手バスメーカー大宇バスの日本での販売代理店を行っており、自社傘下の貸切バス事業者WILLER BUS（後のWILLER EXPRESS西日本）に大宇バス製バスを大量導入していた。
2014年には北近畿タンゴ鉄道の運行を受託するためWILLER TRAINSを設立した。同社は現在、上下分離方式で、『京都丹後鉄道』（丹鉄/TANTETSU）の名称で北近畿タンゴ鉄道の路線を運行している。
2016年4月30日に、厨房つきのレストランバスがデビュー。新潟で先行運行されることになったが、本格的なバスの食堂車は世界初である。
2018年には、シンガポールに現地法人を設立。2019年（令和元年）8月に導入したMaaSアプリは交通手段の検索や予約、QR対応システムで、非予約の鉄道や路線バスの決済を可能。このアプリを台湾やASEANで展開することで、多方面からアジアでWILLERの事業を進めている。

## 沿革
- 2005年（平成17年） - 6月、西日本ホールディングス株式会社を大阪市北区で設立
- 2006年 - 1月、東京都港区に移転。社名をWILLER ALLIANCE株式会社に変更
- 2017年 - 3月、グループ内のマーケティング機能を本社に結集させ、本社機能を再び大阪に移転。同時に、社名を現行のWILLER株式会社に変更[3]。6月、WILLER TRAVEL・WILLER CORPORATION・WILLERツーリズム＆コンサルティングを吸収合併[6]。6月12日には、社名ロゴを変更した[7]
- 2023年1月、WILLER TRAVEL事業およびWILLER会員制度をはじめとした関連事業を新設したWILLER MARKETINGに、観光・交通関連企画開発事業をWILLER ACROSSにそれぞれ分割した[8]。

## グループ企業
- WILLER EXPRESS株式会社（高速バス事業及び系列バス事業者の統括管理。旧WILLER EXPRESS関東）[9]
  - ニュープリンス高速バス株式会社（高速バス事業、ニュープリンス観光バスとの合弁）
  - ベイラインエクスプレス株式会社（同上、中日臨海バスとの合弁）
  - 日本高速バス株式会社（同上、日本観光との合弁）
  - 株式会社大阪さやま交通（同上、さやま交通との合弁、2015年11月30日まではWILLER EXPRESS関西株式会社）
- WILLER損保サービス株式会社（損害保険代理店業）
- 株式会社ホテル・オペレーション・システムズ（「ホテル白馬」（長野県北安曇郡白馬村）の運営）。
- WILLER TRAINS株式会社（旅客鉄道事業、京都丹後鉄道の名称で北近畿タンゴ鉄道から施設管理以外の部門を第二種鉄道事業者として承継）
- 丹鉄ファンド株式会社
- 株式会社クールジャパントラベル（角川アスキー総合研究所との合弁会社、25%出資）
- WILLER VIETNAM Co., Ltd.
- MaiLinh-WILLER LLC（ベトナムのタクシー会社であるMai Linh Groupとの合弁企業）
- WILLERS PTE. LTD.
- 国光威楽仮期旅行社股份有限公司（台湾のバス事業者国光客運旅行部門との合弁）[10]
- Community Mobility株式会社（エリア定額乗り放題サービス「mobi」運営会社。KDDIとの合弁で、議決権はWILLERが51%、KDDIが49%。）
- WILLER MARKETING株式会社[8] （WILLER TRAVEL運営及びWILLER会員事業、旅行、チケット手配、2023年1月にWILLER本体から移管）
- WILLER ACROSS株式会社[8]（観光・交通関連企画開発）

### かつて存在した企業
- WILLER TRAVEL株式会社（旅行業）
- WILLERツーリズム&コンサルティング株式会社（観光コンサルティング事業）
- WILLER CORPORATION株式会社（地域商社）
- WILLER EXPRESS JAPAN株式会社（系列バス事業者の統括管理）
  - WILLER EXPRESS東北株式会社（バス事業・南部バスとの合弁）
  - WILLER EXPRESS北信越株式会社（同上、アリーナとの合弁）
  - WILLER EXPRESS東海株式会社（同上）
  - WILLER EXPRESS西日本株式会社（同上）
  - WILLER EXPRESS中国株式会社（同上）

## テレビ番組
- 日経スペシャル ガイアの夜明け 1000円高速への逆襲～バス・新幹線の新サービス合戦～（2010年1月12日、テレビ東京）[11] - 高速バス会社の対抗戦略を取材。
- 日経スペシャル カンブリア宮殿 「安い・快適・安全」 三拍子揃った旅を! バス業界に新風を吹き込む風雲児の挑戦（2018年3月29日、テレビ東京）[12]